# Philomène Esposito
Pour les articles homonymes, voir Esposito.
Philomène Esposito est une réalisatrice, scénariste et productrice de cinéma et de télévision française.

## Biographie
Philomène Esposito a passé son enfance dans les Alpes-Maritimes. Elle a étudié la sculpture à Nice, avant de se tourner vers le cinéma. Son premier long métrage Mima (1991) révèle l'actrice Virginie Ledoyen. En 1993, son second film Toxic Affair, avec Isabelle Adjani, est présenté au Festival de Cannes comme film de clôture. Grand échec critique, faisant suite à un tournage très tourmenté, il complique la suite de sa carrière au cinéma. Elle réalise par la suite plusieurs téléfilms dont une série télévisée pour France 2, Les Ritaliens. En 1999, elle réalise son troisième long métrage pour le cinéma, Toni, avec Alessandro Gassman, Béatrice Dalle et Raf Vallone.
Par l'intermédiaire de la société Aiuto Productions, elle est productrice déléguée d'un court métrage, Le Couloir, réalisé par son fils Martin Esposito.

## Filmographie

### Comme réalisatrice
- 1991 : Mima
- 1993 : Toxic Affair
- 1995 : Le Mas Théotime (téléfilm)
- 1996 : Sous les jupes de la madone  (documentaire)
- 1996 : Le Secret de Julia (téléfilm)
- 1999 : Toni
- 1999 : Retour à Fonteyne (téléfilm en deux parties)
- 2000 : Les Ritaliens (téléfilm)
- 2000 : Mary Lester (série télévisée), 3 épisodes
- 2003 : Le Premier Fils (téléfilm)
- 2003 : Le Gang des poupées (téléfilm)
- 2006 : Les Courriers de la mort (téléfilm en deux parties)
- 2006 : Mes parents chéris (téléfilm)
- 2009 : Et Dieu dans tout ça (documentaire)
- 2010 : Et Allah dans tout ça (documentaire)
- 2012 : Et la laïcité dans tout ça (documentaire)

### Comme scénariste
- 1991 : Mima
- 1993 : Toxic Affair
- 1995 : Le Mas Théotime (téléfilm)
- 1996 : Le Secret de Julia (téléfilm)
- 1999 : Toni
- 1999 : Retour à Fonteyne (téléfilm en deux parties)
- 2000 : Les Ritaliens (téléfilm)
- 2005 : Les Courriers de la mort (téléfilm en deux parties)
- 2006 : Mes parents chéris (téléfilm)

### Comme productrice
- 2000 : Le Couloir de Martin Esposito (court métrage)
- 2002 : Jardin secret, moyen métrage de Martin Esposito
- 2004 : Rider on the storm de Martin Esposito
- 2013 : Super Trash, long métrage de Martin Esposito
- 2016 : Le Potager de mon grand-père, documentaire de Martin Esposito.

## Distinctions
- 1996 : médaille d'or au Festival du film de télévision de New York pour Le Secret de Julia
- 1997 : Prix des droits de l'homme pour Sous les jupes de la madone (documentaire)